# Zagella zebrata
Zagella zebrata är en stekelart som beskrevs av De Santis 1970. Zagella zebrata ingår i släktet Zagella och familjen hårstrimsteklar. Inga underarter finns listade i Catalogue of Life.